# (3094) Chukokkala
(3094) Chukokkala est un astéroïde de la ceinture principale.

## Description
(3094) Chukokkala est un astéroïde de la ceinture principale. Il fut découvert le 23 mars 1979 à Naoutchnyï par Nikolaï Tchernykh. Il présente une orbite caractérisée par un demi-grand axe de 2,65 UA, une excentricité de 0,07 et une inclinaison de 14,6° par rapport à l'écliptique.

## Compléments